# انگور یاقوتی رومن
انگور یاقوتی رومن، روبی رومی یا روبی رومن (به انگلیسی: Ruby Roman) نوعی انگور رومیزی است که به‌طور کامل در استان ایشیکاوا، ژاپن رشد و به بازار عرضه می‌شود. رنگ آن قرمز و به اندازه یک توپ پینگ‌پنگ است. نخستین انگور روبی رومی در اوت ۲۰۰۸ با ۱۰۰۰۰۰ ین ژاپن (۹۱۰ دلار آمریکا) در هر دسته ۷۰۰ گرمی یا ۲۶ دلار برای هر دانه انگور به فروش رفت. گفته می‌شود این انگور گران‌ترین نوع انگور است. در ژوئیه ۲۰۱۸، یک خوشه انگور روبی رومی، دارای ۲۶ انگور با وزن حدود ۷۰۰ گرم، در نخستین حراج سال در بازار عمده فروشی در کانازاوا به قیمت ۱٫۱ میلیون ین (حدود ۸۴۰۰ دلار) فروخته شد.

## خاستگاه
در سال ۲۰۰۸، انگور روبی رومن به عنوان یک نوع جدید انگور درجه یک در ژاپن عرضه و در همه‌پرسی عمومی روبی رومی نام‌گذاری شد. هر انگور به‌طور دقیق برای تضمین کیفیت آن مورد بررسی قرار می‌گیرد و مهر و موم‌های گواهی برای تأیید اصالت آن بر رویش زده می‌شود. روبی رومی قوانین سختگیرانه ای برای فروش دارد. هر انگور باید بیش از ۲۰ گرم و بیش از ۱۸ درصد شکر داشته باشند. روبی رومی یک نوع ویژه به نام «شرایط برتر» نیز دارد که حداقل وزن دانه برای آن، ۳۰ گرم و وزن کل خوشه انگور ۷۰۰ گرم در نظر گرفته شده‌است. در سال ۲۰۱۰، تنها شش انگور دارای شرایط برتر بودند، در حالی که در سال ۲۰۱۱، هیچ انگوری این شرایط را نبود.